# Проблемски шах
Проблемски шах , односно, шаховска композиција је самостална област шаха која се бави шаховским проблемима.
Шаховски проблем је врста задатка кога чине: позиција (обично представљена шаховским дијаграмом), услов („бели игра и добија“, на пример) и решење. Примењују се уобичајена правила шаха, осим ако није посебно наглашена измена неких правила. Сваки шаховски проблем мора да задовољи основне принципе предвиђене Кодексом проблемског шаха.
Корени ове области датирају из времена настанка шаха. Проблемски шах је постао независан од средине 19. века , појавом првих специјалиста, названих проблемисти или шаховски композитори.
Шаховски проблем није шаховска позиција настала током шаховске игре, већ је вештачка композиција на шаховској плочи. Само у ретким случајевима инспирација за шаховски проблем је нађена у шаховској игри. Понекад се говори о шаховској уметности или поезији шаха, како би се нагласила естетска страна шаховског проблема. Шаховске композиције се објављују у специјализованим проблемским часописима или у посебним одељцима шаховских часописа, дневних и недељних новина и других часописа који имају шаховске рубрике. У последње време шаховски проблеми се све више публикују путем интернета. Постоји посебна литература посвећена искључиво шаховској композицији. Код публиковања шаховског проблема обавезно се наводи творац („аутор“ или „композитор“) и извор, тј. место и година првог објављивања проблема („оригинал“ се наводи, ако је то прво објављивање).

## Историја
Проблемски шах је веома стар. Већ у 10. веку забележени су покушаји састављања тзв. „мансуба“ (на арапском: „нешто, што је подигнуто, основано, утврђено“). Чувена мансуба је „Диларам мат“, која је пропраћена занимљивом причом. Мансуба је своју популарност црпила из естетског задовољству у решавању задатака. У средњовековној Европи шаховских композиција је била веома омиљена као предмет опкладе. У раним шаховских књигама 15. и 16. века шаховска композиција је била значајно заступљена у делима Луцене и Дамијана. У новије време откривена је рукописна шаховска књига „De ludo scachorum“ (око 1500г.) великог ренесансног математичара Луке Паћолија. Основано се претпоставља да је дијаграме и нацрт фигура урадио сам Леонардо да Винчи. Претеча савременог проблемског шаха био је у 18. веку сиријац Филип Стама. До меча са Франсоа-Андре Филидором важио је за најјачег шахисту свога времена.
Од око 1830. појављају се први композитори и решавачи шаховских проблема и почиње успон савременог шаховског проблема.

## Шаховски проблем
|   | a | b | c | d | e | f | g | h |   |
| 8 | a8 black knight · c8 black rook · d8 black bishop · b7 black pawn · f7 black pawn · h7 black pawn · b6 black pawn · b5 white rook · h5 white king · a3 black pawn · e3 black pawn · g3 white pawn · h3 white knight · b2 white pawn · c2 white pawn · e2 white rook · a1 white knight · h1 black king | a8 black knight · c8 black rook · d8 black bishop · b7 black pawn · f7 black pawn · h7 black pawn · b6 black pawn · b5 white rook · h5 white king · a3 black pawn · e3 black pawn · g3 white pawn · h3 white knight · b2 white pawn · c2 white pawn · e2 white rook · a1 white knight · h1 black king | a8 black knight · c8 black rook · d8 black bishop · b7 black pawn · f7 black pawn · h7 black pawn · b6 black pawn · b5 white rook · h5 white king · a3 black pawn · e3 black pawn · g3 white pawn · h3 white knight · b2 white pawn · c2 white pawn · e2 white rook · a1 white knight · h1 black king | a8 black knight · c8 black rook · d8 black bishop · b7 black pawn · f7 black pawn · h7 black pawn · b6 black pawn · b5 white rook · h5 white king · a3 black pawn · e3 black pawn · g3 white pawn · h3 white knight · b2 white pawn · c2 white pawn · e2 white rook · a1 white knight · h1 black king | a8 black knight · c8 black rook · d8 black bishop · b7 black pawn · f7 black pawn · h7 black pawn · b6 black pawn · b5 white rook · h5 white king · a3 black pawn · e3 black pawn · g3 white pawn · h3 white knight · b2 white pawn · c2 white pawn · e2 white rook · a1 white knight · h1 black king | a8 black knight · c8 black rook · d8 black bishop · b7 black pawn · f7 black pawn · h7 black pawn · b6 black pawn · b5 white rook · h5 white king · a3 black pawn · e3 black pawn · g3 white pawn · h3 white knight · b2 white pawn · c2 white pawn · e2 white rook · a1 white knight · h1 black king | a8 black knight · c8 black rook · d8 black bishop · b7 black pawn · f7 black pawn · h7 black pawn · b6 black pawn · b5 white rook · h5 white king · a3 black pawn · e3 black pawn · g3 white pawn · h3 white knight · b2 white pawn · c2 white pawn · e2 white rook · a1 white knight · h1 black king | a8 black knight · c8 black rook · d8 black bishop · b7 black pawn · f7 black pawn · h7 black pawn · b6 black pawn · b5 white rook · h5 white king · a3 black pawn · e3 black pawn · g3 white pawn · h3 white knight · b2 white pawn · c2 white pawn · e2 white rook · a1 white knight · h1 black king | 8 |
| 7 | a8 black knight · c8 black rook · d8 black bishop · b7 black pawn · f7 black pawn · h7 black pawn · b6 black pawn · b5 white rook · h5 white king · a3 black pawn · e3 black pawn · g3 white pawn · h3 white knight · b2 white pawn · c2 white pawn · e2 white rook · a1 white knight · h1 black king | a8 black knight · c8 black rook · d8 black bishop · b7 black pawn · f7 black pawn · h7 black pawn · b6 black pawn · b5 white rook · h5 white king · a3 black pawn · e3 black pawn · g3 white pawn · h3 white knight · b2 white pawn · c2 white pawn · e2 white rook · a1 white knight · h1 black king | a8 black knight · c8 black rook · d8 black bishop · b7 black pawn · f7 black pawn · h7 black pawn · b6 black pawn · b5 white rook · h5 white king · a3 black pawn · e3 black pawn · g3 white pawn · h3 white knight · b2 white pawn · c2 white pawn · e2 white rook · a1 white knight · h1 black king | a8 black knight · c8 black rook · d8 black bishop · b7 black pawn · f7 black pawn · h7 black pawn · b6 black pawn · b5 white rook · h5 white king · a3 black pawn · e3 black pawn · g3 white pawn · h3 white knight · b2 white pawn · c2 white pawn · e2 white rook · a1 white knight · h1 black king | a8 black knight · c8 black rook · d8 black bishop · b7 black pawn · f7 black pawn · h7 black pawn · b6 black pawn · b5 white rook · h5 white king · a3 black pawn · e3 black pawn · g3 white pawn · h3 white knight · b2 white pawn · c2 white pawn · e2 white rook · a1 white knight · h1 black king | a8 black knight · c8 black rook · d8 black bishop · b7 black pawn · f7 black pawn · h7 black pawn · b6 black pawn · b5 white rook · h5 white king · a3 black pawn · e3 black pawn · g3 white pawn · h3 white knight · b2 white pawn · c2 white pawn · e2 white rook · a1 white knight · h1 black king | a8 black knight · c8 black rook · d8 black bishop · b7 black pawn · f7 black pawn · h7 black pawn · b6 black pawn · b5 white rook · h5 white king · a3 black pawn · e3 black pawn · g3 white pawn · h3 white knight · b2 white pawn · c2 white pawn · e2 white rook · a1 white knight · h1 black king | a8 black knight · c8 black rook · d8 black bishop · b7 black pawn · f7 black pawn · h7 black pawn · b6 black pawn · b5 white rook · h5 white king · a3 black pawn · e3 black pawn · g3 white pawn · h3 white knight · b2 white pawn · c2 white pawn · e2 white rook · a1 white knight · h1 black king | 7 |
| 6 | a8 black knight · c8 black rook · d8 black bishop · b7 black pawn · f7 black pawn · h7 black pawn · b6 black pawn · b5 white rook · h5 white king · a3 black pawn · e3 black pawn · g3 white pawn · h3 white knight · b2 white pawn · c2 white pawn · e2 white rook · a1 white knight · h1 black king | a8 black knight · c8 black rook · d8 black bishop · b7 black pawn · f7 black pawn · h7 black pawn · b6 black pawn · b5 white rook · h5 white king · a3 black pawn · e3 black pawn · g3 white pawn · h3 white knight · b2 white pawn · c2 white pawn · e2 white rook · a1 white knight · h1 black king | a8 black knight · c8 black rook · d8 black bishop · b7 black pawn · f7 black pawn · h7 black pawn · b6 black pawn · b5 white rook · h5 white king · a3 black pawn · e3 black pawn · g3 white pawn · h3 white knight · b2 white pawn · c2 white pawn · e2 white rook · a1 white knight · h1 black king | a8 black knight · c8 black rook · d8 black bishop · b7 black pawn · f7 black pawn · h7 black pawn · b6 black pawn · b5 white rook · h5 white king · a3 black pawn · e3 black pawn · g3 white pawn · h3 white knight · b2 white pawn · c2 white pawn · e2 white rook · a1 white knight · h1 black king | a8 black knight · c8 black rook · d8 black bishop · b7 black pawn · f7 black pawn · h7 black pawn · b6 black pawn · b5 white rook · h5 white king · a3 black pawn · e3 black pawn · g3 white pawn · h3 white knight · b2 white pawn · c2 white pawn · e2 white rook · a1 white knight · h1 black king | a8 black knight · c8 black rook · d8 black bishop · b7 black pawn · f7 black pawn · h7 black pawn · b6 black pawn · b5 white rook · h5 white king · a3 black pawn · e3 black pawn · g3 white pawn · h3 white knight · b2 white pawn · c2 white pawn · e2 white rook · a1 white knight · h1 black king | a8 black knight · c8 black rook · d8 black bishop · b7 black pawn · f7 black pawn · h7 black pawn · b6 black pawn · b5 white rook · h5 white king · a3 black pawn · e3 black pawn · g3 white pawn · h3 white knight · b2 white pawn · c2 white pawn · e2 white rook · a1 white knight · h1 black king | a8 black knight · c8 black rook · d8 black bishop · b7 black pawn · f7 black pawn · h7 black pawn · b6 black pawn · b5 white rook · h5 white king · a3 black pawn · e3 black pawn · g3 white pawn · h3 white knight · b2 white pawn · c2 white pawn · e2 white rook · a1 white knight · h1 black king | 6 |
| 5 | a8 black knight · c8 black rook · d8 black bishop · b7 black pawn · f7 black pawn · h7 black pawn · b6 black pawn · b5 white rook · h5 white king · a3 black pawn · e3 black pawn · g3 white pawn · h3 white knight · b2 white pawn · c2 white pawn · e2 white rook · a1 white knight · h1 black king | a8 black knight · c8 black rook · d8 black bishop · b7 black pawn · f7 black pawn · h7 black pawn · b6 black pawn · b5 white rook · h5 white king · a3 black pawn · e3 black pawn · g3 white pawn · h3 white knight · b2 white pawn · c2 white pawn · e2 white rook · a1 white knight · h1 black king | a8 black knight · c8 black rook · d8 black bishop · b7 black pawn · f7 black pawn · h7 black pawn · b6 black pawn · b5 white rook · h5 white king · a3 black pawn · e3 black pawn · g3 white pawn · h3 white knight · b2 white pawn · c2 white pawn · e2 white rook · a1 white knight · h1 black king | a8 black knight · c8 black rook · d8 black bishop · b7 black pawn · f7 black pawn · h7 black pawn · b6 black pawn · b5 white rook · h5 white king · a3 black pawn · e3 black pawn · g3 white pawn · h3 white knight · b2 white pawn · c2 white pawn · e2 white rook · a1 white knight · h1 black king | a8 black knight · c8 black rook · d8 black bishop · b7 black pawn · f7 black pawn · h7 black pawn · b6 black pawn · b5 white rook · h5 white king · a3 black pawn · e3 black pawn · g3 white pawn · h3 white knight · b2 white pawn · c2 white pawn · e2 white rook · a1 white knight · h1 black king | a8 black knight · c8 black rook · d8 black bishop · b7 black pawn · f7 black pawn · h7 black pawn · b6 black pawn · b5 white rook · h5 white king · a3 black pawn · e3 black pawn · g3 white pawn · h3 white knight · b2 white pawn · c2 white pawn · e2 white rook · a1 white knight · h1 black king | a8 black knight · c8 black rook · d8 black bishop · b7 black pawn · f7 black pawn · h7 black pawn · b6 black pawn · b5 white rook · h5 white king · a3 black pawn · e3 black pawn · g3 white pawn · h3 white knight · b2 white pawn · c2 white pawn · e2 white rook · a1 white knight · h1 black king | a8 black knight · c8 black rook · d8 black bishop · b7 black pawn · f7 black pawn · h7 black pawn · b6 black pawn · b5 white rook · h5 white king · a3 black pawn · e3 black pawn · g3 white pawn · h3 white knight · b2 white pawn · c2 white pawn · e2 white rook · a1 white knight · h1 black king | 5 |
| 4 | a8 black knight · c8 black rook · d8 black bishop · b7 black pawn · f7 black pawn · h7 black pawn · b6 black pawn · b5 white rook · h5 white king · a3 black pawn · e3 black pawn · g3 white pawn · h3 white knight · b2 white pawn · c2 white pawn · e2 white rook · a1 white knight · h1 black king | a8 black knight · c8 black rook · d8 black bishop · b7 black pawn · f7 black pawn · h7 black pawn · b6 black pawn · b5 white rook · h5 white king · a3 black pawn · e3 black pawn · g3 white pawn · h3 white knight · b2 white pawn · c2 white pawn · e2 white rook · a1 white knight · h1 black king | a8 black knight · c8 black rook · d8 black bishop · b7 black pawn · f7 black pawn · h7 black pawn · b6 black pawn · b5 white rook · h5 white king · a3 black pawn · e3 black pawn · g3 white pawn · h3 white knight · b2 white pawn · c2 white pawn · e2 white rook · a1 white knight · h1 black king | a8 black knight · c8 black rook · d8 black bishop · b7 black pawn · f7 black pawn · h7 black pawn · b6 black pawn · b5 white rook · h5 white king · a3 black pawn · e3 black pawn · g3 white pawn · h3 white knight · b2 white pawn · c2 white pawn · e2 white rook · a1 white knight · h1 black king | a8 black knight · c8 black rook · d8 black bishop · b7 black pawn · f7 black pawn · h7 black pawn · b6 black pawn · b5 white rook · h5 white king · a3 black pawn · e3 black pawn · g3 white pawn · h3 white knight · b2 white pawn · c2 white pawn · e2 white rook · a1 white knight · h1 black king | a8 black knight · c8 black rook · d8 black bishop · b7 black pawn · f7 black pawn · h7 black pawn · b6 black pawn · b5 white rook · h5 white king · a3 black pawn · e3 black pawn · g3 white pawn · h3 white knight · b2 white pawn · c2 white pawn · e2 white rook · a1 white knight · h1 black king | a8 black knight · c8 black rook · d8 black bishop · b7 black pawn · f7 black pawn · h7 black pawn · b6 black pawn · b5 white rook · h5 white king · a3 black pawn · e3 black pawn · g3 white pawn · h3 white knight · b2 white pawn · c2 white pawn · e2 white rook · a1 white knight · h1 black king | a8 black knight · c8 black rook · d8 black bishop · b7 black pawn · f7 black pawn · h7 black pawn · b6 black pawn · b5 white rook · h5 white king · a3 black pawn · e3 black pawn · g3 white pawn · h3 white knight · b2 white pawn · c2 white pawn · e2 white rook · a1 white knight · h1 black king | 4 |
| 3 | a8 black knight · c8 black rook · d8 black bishop · b7 black pawn · f7 black pawn · h7 black pawn · b6 black pawn · b5 white rook · h5 white king · a3 black pawn · e3 black pawn · g3 white pawn · h3 white knight · b2 white pawn · c2 white pawn · e2 white rook · a1 white knight · h1 black king | a8 black knight · c8 black rook · d8 black bishop · b7 black pawn · f7 black pawn · h7 black pawn · b6 black pawn · b5 white rook · h5 white king · a3 black pawn · e3 black pawn · g3 white pawn · h3 white knight · b2 white pawn · c2 white pawn · e2 white rook · a1 white knight · h1 black king | a8 black knight · c8 black rook · d8 black bishop · b7 black pawn · f7 black pawn · h7 black pawn · b6 black pawn · b5 white rook · h5 white king · a3 black pawn · e3 black pawn · g3 white pawn · h3 white knight · b2 white pawn · c2 white pawn · e2 white rook · a1 white knight · h1 black king | a8 black knight · c8 black rook · d8 black bishop · b7 black pawn · f7 black pawn · h7 black pawn · b6 black pawn · b5 white rook · h5 white king · a3 black pawn · e3 black pawn · g3 white pawn · h3 white knight · b2 white pawn · c2 white pawn · e2 white rook · a1 white knight · h1 black king | a8 black knight · c8 black rook · d8 black bishop · b7 black pawn · f7 black pawn · h7 black pawn · b6 black pawn · b5 white rook · h5 white king · a3 black pawn · e3 black pawn · g3 white pawn · h3 white knight · b2 white pawn · c2 white pawn · e2 white rook · a1 white knight · h1 black king | a8 black knight · c8 black rook · d8 black bishop · b7 black pawn · f7 black pawn · h7 black pawn · b6 black pawn · b5 white rook · h5 white king · a3 black pawn · e3 black pawn · g3 white pawn · h3 white knight · b2 white pawn · c2 white pawn · e2 white rook · a1 white knight · h1 black king | a8 black knight · c8 black rook · d8 black bishop · b7 black pawn · f7 black pawn · h7 black pawn · b6 black pawn · b5 white rook · h5 white king · a3 black pawn · e3 black pawn · g3 white pawn · h3 white knight · b2 white pawn · c2 white pawn · e2 white rook · a1 white knight · h1 black king | a8 black knight · c8 black rook · d8 black bishop · b7 black pawn · f7 black pawn · h7 black pawn · b6 black pawn · b5 white rook · h5 white king · a3 black pawn · e3 black pawn · g3 white pawn · h3 white knight · b2 white pawn · c2 white pawn · e2 white rook · a1 white knight · h1 black king | 3 |
| 2 | a8 black knight · c8 black rook · d8 black bishop · b7 black pawn · f7 black pawn · h7 black pawn · b6 black pawn · b5 white rook · h5 white king · a3 black pawn · e3 black pawn · g3 white pawn · h3 white knight · b2 white pawn · c2 white pawn · e2 white rook · a1 white knight · h1 black king | a8 black knight · c8 black rook · d8 black bishop · b7 black pawn · f7 black pawn · h7 black pawn · b6 black pawn · b5 white rook · h5 white king · a3 black pawn · e3 black pawn · g3 white pawn · h3 white knight · b2 white pawn · c2 white pawn · e2 white rook · a1 white knight · h1 black king | a8 black knight · c8 black rook · d8 black bishop · b7 black pawn · f7 black pawn · h7 black pawn · b6 black pawn · b5 white rook · h5 white king · a3 black pawn · e3 black pawn · g3 white pawn · h3 white knight · b2 white pawn · c2 white pawn · e2 white rook · a1 white knight · h1 black king | a8 black knight · c8 black rook · d8 black bishop · b7 black pawn · f7 black pawn · h7 black pawn · b6 black pawn · b5 white rook · h5 white king · a3 black pawn · e3 black pawn · g3 white pawn · h3 white knight · b2 white pawn · c2 white pawn · e2 white rook · a1 white knight · h1 black king | a8 black knight · c8 black rook · d8 black bishop · b7 black pawn · f7 black pawn · h7 black pawn · b6 black pawn · b5 white rook · h5 white king · a3 black pawn · e3 black pawn · g3 white pawn · h3 white knight · b2 white pawn · c2 white pawn · e2 white rook · a1 white knight · h1 black king | a8 black knight · c8 black rook · d8 black bishop · b7 black pawn · f7 black pawn · h7 black pawn · b6 black pawn · b5 white rook · h5 white king · a3 black pawn · e3 black pawn · g3 white pawn · h3 white knight · b2 white pawn · c2 white pawn · e2 white rook · a1 white knight · h1 black king | a8 black knight · c8 black rook · d8 black bishop · b7 black pawn · f7 black pawn · h7 black pawn · b6 black pawn · b5 white rook · h5 white king · a3 black pawn · e3 black pawn · g3 white pawn · h3 white knight · b2 white pawn · c2 white pawn · e2 white rook · a1 white knight · h1 black king | a8 black knight · c8 black rook · d8 black bishop · b7 black pawn · f7 black pawn · h7 black pawn · b6 black pawn · b5 white rook · h5 white king · a3 black pawn · e3 black pawn · g3 white pawn · h3 white knight · b2 white pawn · c2 white pawn · e2 white rook · a1 white knight · h1 black king | 2 |
| 1 | a8 black knight · c8 black rook · d8 black bishop · b7 black pawn · f7 black pawn · h7 black pawn · b6 black pawn · b5 white rook · h5 white king · a3 black pawn · e3 black pawn · g3 white pawn · h3 white knight · b2 white pawn · c2 white pawn · e2 white rook · a1 white knight · h1 black king | a8 black knight · c8 black rook · d8 black bishop · b7 black pawn · f7 black pawn · h7 black pawn · b6 black pawn · b5 white rook · h5 white king · a3 black pawn · e3 black pawn · g3 white pawn · h3 white knight · b2 white pawn · c2 white pawn · e2 white rook · a1 white knight · h1 black king | a8 black knight · c8 black rook · d8 black bishop · b7 black pawn · f7 black pawn · h7 black pawn · b6 black pawn · b5 white rook · h5 white king · a3 black pawn · e3 black pawn · g3 white pawn · h3 white knight · b2 white pawn · c2 white pawn · e2 white rook · a1 white knight · h1 black king | a8 black knight · c8 black rook · d8 black bishop · b7 black pawn · f7 black pawn · h7 black pawn · b6 black pawn · b5 white rook · h5 white king · a3 black pawn · e3 black pawn · g3 white pawn · h3 white knight · b2 white pawn · c2 white pawn · e2 white rook · a1 white knight · h1 black king | a8 black knight · c8 black rook · d8 black bishop · b7 black pawn · f7 black pawn · h7 black pawn · b6 black pawn · b5 white rook · h5 white king · a3 black pawn · e3 black pawn · g3 white pawn · h3 white knight · b2 white pawn · c2 white pawn · e2 white rook · a1 white knight · h1 black king | a8 black knight · c8 black rook · d8 black bishop · b7 black pawn · f7 black pawn · h7 black pawn · b6 black pawn · b5 white rook · h5 white king · a3 black pawn · e3 black pawn · g3 white pawn · h3 white knight · b2 white pawn · c2 white pawn · e2 white rook · a1 white knight · h1 black king | a8 black knight · c8 black rook · d8 black bishop · b7 black pawn · f7 black pawn · h7 black pawn · b6 black pawn · b5 white rook · h5 white king · a3 black pawn · e3 black pawn · g3 white pawn · h3 white knight · b2 white pawn · c2 white pawn · e2 white rook · a1 white knight · h1 black king | a8 black knight · c8 black rook · d8 black bishop · b7 black pawn · f7 black pawn · h7 black pawn · b6 black pawn · b5 white rook · h5 white king · a3 black pawn · e3 black pawn · g3 white pawn · h3 white knight · b2 white pawn · c2 white pawn · e2 white rook · a1 white knight · h1 black king | 1 |
|   | a | b | c | d | e | f | g | h |   |

## Врсте проблема
Постоје бројни разновсни типови шаховских проблема.
Основна подела је у две велике групе: ортодоксни и хетеродоксни проблеми.

### Ортодоксни проблеми
Ортодоксни проблеми се темеље на правилима шаховске игре и деле се у Директне матне задатке и студије.
- Директни матови: Бели игра први и матира црног у одређеном броју потеза  против било које одбране. То се често наводи као "Мат у n", где је  n број потеза до када мат мора бити дат. На такмичењима у компоновању и решавању, директни матови се деле у три класе:
  - Двопотези: Бели игра и матира црног у два потеза, на сваку одбрану.
  - Тропотези: Бели игра и матира црног у не више од три потеза, без обзира на одбрану црног.
  - Вишепотези: Бели игра игра и матира црног најкасније у n потеза против било које одбране, где је n конкретан број већи од 3.
- Студије: су ортодоксни проблеми са условом бели добија  или бели ремизира.  То су компоновани шаховски проблеми, али због услова који је отвореног типа (победа или реми није ограничен конкретним бројем потеза), често се посебно издвајају и представљају као композиције  блиске загонеткама  које су од интереса за практични шах. Заиста студије често унапређују теорију шаховских завршница. Али опет, нема јасне линије раздвајања ових облика.

### Хетеродоксни проблеми
Код хетеродоксних шаховских проблема има више типова:
- самомат - бијели на потезу тера црнога, да га (бијелога) матира у заданом броју потеза. потеза:
- помоћни мат - црни вуче, бијели и црни сарађују у матирању црнога.
- проблеми прављичног шаха са новим фигурама (ноћни јахач, скакавац, зебра, ...) и промењеним условима (максималист, цирце, шах на цилиндру, ...)
- ретроградна анализа

## Такмичења и титуле
У проблемском шаху проводе се такмичења, а титуле могу стицати и рјешавачи и састављачи. Стална комисија за проблемски шах додељује и титуле као у редовном шаху, највиша је титула велемајстор шаховске композиције и велемајстор у решавању шаховских проблема.

## Проблемски шах и рачунари
Постоје неки рачунарски програми за решавање шаховских проблема, најпознатији су Popeye, Alybadih, Chloe, Problemiste и MatPlus Librarian (аутор Милан Велимировић).

## Проблемски шах у Србији
Међу најзначајнијим српским проблемистима су Милан Вукчевић, Милан Велимировић, Марјан Ковачевић, Миодраг Младеновић, Бојан Вучковић, Владимир Подинић, Здравко Маслар, Драган Стојнић , Мирослав Стошић, Миливој С. Нешић, Вукота Николетић, Слободан Младеновић, Драган Љ. Петровић, Борислав Гађански, Михаило Стојнић, Бранислав Ђурашевић, Мирко Миљанић, Жива Томић и други.
Билтен Друштва проблемиста Србије:
37  38  39  40  41 42 43 [http://www.matplus.net/dps/Bilten_44L.pdf 44

## Резултати репрезентације Србије на првенствима Европе
Прво Првенство Европе одржано је у Пољској у граду Легница на коме је наша репрезентација освојила бронзану медаљу. До данашњег дана наша репрезентација учествовала је на свих 12 првенстава освојивши на сваком МЕДАЉУ.
Укупна биланс је : 5 златних медаља, 2 сребрне медаље и 5 бронзаних медаља.
Хронолишки преглед одржавања свих првенстава:
- Прво Првенство Европе (ЕЦСЦ) Легница, Пољска, 18.-19.6.2005 – БРОНЗАНА МЕДАЉА
- Друго Првенство Европе (ЕЦСЦ) Варшава, Пољска, 10.-12.11.2006 - ЗЛАТНА МЕДАЉА
- Треће Првенство Европе (ЕЦСЦ) Пардубице, Чекословачка 15.-16.7.2007 - ЗЛАТНА МЕДАЉА
- Четврто Првенство Европе (ЕЦСЦ) Анталија, Турска 29.-30.3.2008 - ЗЛАТНА МЕДАЉА
- Пето Првенство Европе (ЕЦСЦ) Суботица, Сербија 8.-9.5.2009 - БРОНЗАНА МЕДАЉА
- Шесто Првенство Европе (ЕЦСЦ) Sunningdale, Велика Британија 9.-12.4.2010 - БРОНЗАНА МЕДАЉА
- Седмо Првенство Европе (ЕЦСЦ) Лович, Пољска 2.-3.4.2011 - СРЕБРНА МЕДАЉА
- Осмо Првенство Европе (ЕЦСЦ) Кијев, Украјина 20.-22.4.2012 - ЗЛАТНА МЕДАЉА
- Девето Првенство Европе (ЕЦСЦ) Виљнус, Литванија 26.-28.4.2013 - СРЕБРНА МЕДАЉА
- Десето Првенство Европе (ЕЦСЦ) Игало, Херцег Нови, Црна Гора 16.-18.05.2014 - БРОНЗАНА МЕДАЉА
- Једанесто Првенство Европе (ЕЦСЦ) Иаси, Руманија 01.-03.05.2015 - БРОНЗАНА МЕДАЉА
- Дванаесто Првенство Европе (ЕЦСЦ) Атина, Грчка 15-17.04.2016 ЗЛАТНА МЕДАЉА

Поред ових фантастичних резултата наших проблемиста треба истаћи и следеће:
- 1) У Кијеву 2012 године наша репрезенатација наступила је само са 3 играча (основни састав чине 4) и освојила је ЗЛАТНУ медаљу.
- 2) На свих 12 првенстава као члан наше репрезентације наступио је наш прослављени велемајстор проблемског шаха – Марјан Ковачевић
- 3) Прво Светско првенство у решавању шаховских проблема одржано је 1977 године у Малинској (Хрватска) у некадашњој Југославији и до данашњег дана одржано је 40 првенстава. На свим овим првенствима учествовао је наш прослављени велемајстор проблемског шаха – Марјан Ковачевић. Овакав подвиг, пун дивљења, вероватно није забележен у историји свих светских првенстава у ма ком спорту.